# Воронов, Александр Фёдорович
Александр Фёдорович Воронов (род. 25 июня 1961, Москва) — юрист, специалист по гражданскому судопроизводству и судебной защите прав и свобод военнослужащих; выпускник юридического факультета МГУ (1984); работал в Военном институте СССР (1987); доктор юридических наук (2009), профессор (2012) кафедры гражданского процесса на юридическом факультете МГУ; заслуженный юрист РФ (2005), член редколлегии журнала «Законодательство» (2019).

## Биография
Александр Воронов родился в Москве в 1961 году; после получения среднего образования он работал секретарем судебного заседания в Тимирязевском районном народном суде города Москвы. В 1979 году он стал студентом юридического факультета МГУ имени Ломоносова — окончил ВУЗ в 1984 году (с отличием). В том же году он стал аспирантом юрфака МГУ; после окончания аспирантуры был распределен в Военный институт при Министерстве обороны СССР в 1987 году.
В 1987 году Воронов защитил в МГУ кандидатскую диссертацию на тему «Признание и исполнение иностранных судебных решений в СССР» — стал кандидатом юридических наук. До 2011 года он работал в Военном университете — Военном институте или Военной академии экономики, финансов и права — где последовательно занимал должности старшего преподавателя, доцента (1995) и профессора (являвшегося частью гражданского персонала ВУЗа; 2008). В академии он вёл курсы по гражданскому и арбитражному процессу. В период с 2001 по 2007 год входил в состав диссертационного совета МГУ; в 2005 году стал «Заслуженным юристом России».
В 2009 году Воронов защитил в МГУ докторскую диссертацию на тему «Эволюция функциональных принципов гражданского процесса» — стал доктором юридических наук. Через два года, в 2011, он занял пост профессора на кафедры гражданского процесса, относящейся к юридическому факультету МГУ: здесь он читал общий курс лекций по арбитражному процессу, а также — по гражданскому процессу и специальный курс «Особенности рассмотрения гражданских дел, возникающих из публичных правоотношений». В том же году он стал Почетным работником высшего профессионального образования. Является членом диссертационного совета при МГУ.
В декабре 2014 года Воронов стал членом редакционной коллегии электронного журнала «Военное право», через год — в марте 2015 — он вошёл в редколлегию научно-практического журнала «Право в Вооруженных Силах — Военно-правовое обозрение», выходящего с 1997 года. В 2016 году он стал членом редакционной коллегии журнала «Вестник военного права», а через два года — в апреле 2018 — вошёл в редколлегию журнала «Пробелы в российском законодательстве». С января 2019 года он состоит в редакционной коллегии российского журнала «Законодательство». В апреле 2015 года являлся членом организационного комитета конференции «Научно-педагогическое наследие процессуалистов — участников Великой Отечественной войны».

## Работы
Воронов специализируется на принципах гражданского процесса, а также — на вопросах, связанных с судебной защитой прав и свобод российских военнослужащих. Он полагает, что вступление прокурора в арбитражный процесс возможно ещё на стадии производства по первой инстанции — на основании соответствующего заявления из прокуратуры:
- «Великая реформа: К 150-летию Судебных уставов: В 2-х т. Т. I: Устав гражданского судопроизводства» (соавт., 2014)
- «Административное судопроизводство» (соавт., 2017)
- Принципы гражданского процесса: прошлое, настоящее, будущее / А. Ф. Воронов. — Москва : Городец, 2009. — 494 с. ISBN 978-5-9584-0206-9
- «Арбитражный процесс» (2004)